# روب براون
روب براون (بالإنجليزية: Rob Brown)‏ (و. 1984 – م) هو ممثل، وممثل تلفزيوني، من الولايات المتحدة الأمريكية، ولد في مدينة نيويورك.

## التعليم
تعلم في كلية أمهرست.

## جوائز
حصل على جوائز منها:
- Young Artist Award for Best Leading Young Actor in a Feature Film [الإنجليزية]‏، عن عمل: العثور على فوريستر (2001).

## وصلات خارجية
- روب براون على موقع IMDb (الإنجليزية)
- روب براون على موقع روتن توميتوز (الإنجليزية)
- روب براون على موقع ألو سيني (الفرنسية)
- روب براون على موقع ميوزك برينز (الإنجليزية)
- روب براون على موقع أول موفي (الإنجليزية)
- روب براون على موقع قاعدة بيانات الأفلام السويدية (السويدية)
- روب براون على موقع إن إن دي بي (الإنجليزية)
- روب براون على موقع قاعدة بيانات الفيلم (الإنجليزية)
- روب براون على موقع كينوبويسك (الروسية)